# 라트비아 라츠
라츠(라트비아어: lats, 복수형: lati(2에서 9까지), latu(10 이상), ISO 4217 코드: LVL 또는 428)는 라트비아의 옛 통화이다. 줄여서 Ls로 줄여 부르기도 한다. 1 라츠는 100 산티미(santīmi, 단수형: santīms, 복수형 또한 santīmi; 프랑스어 상팀(centime)에서 유래)로 나뉜다. 라트비아는 2014년 1월 1일을 기해 유로를 도입했으며 2014년 1월 1일부터 1월 14일까지 유로와 라츠가 함께 통용되었다.

## 첫 번째 라츠, 1922-1940

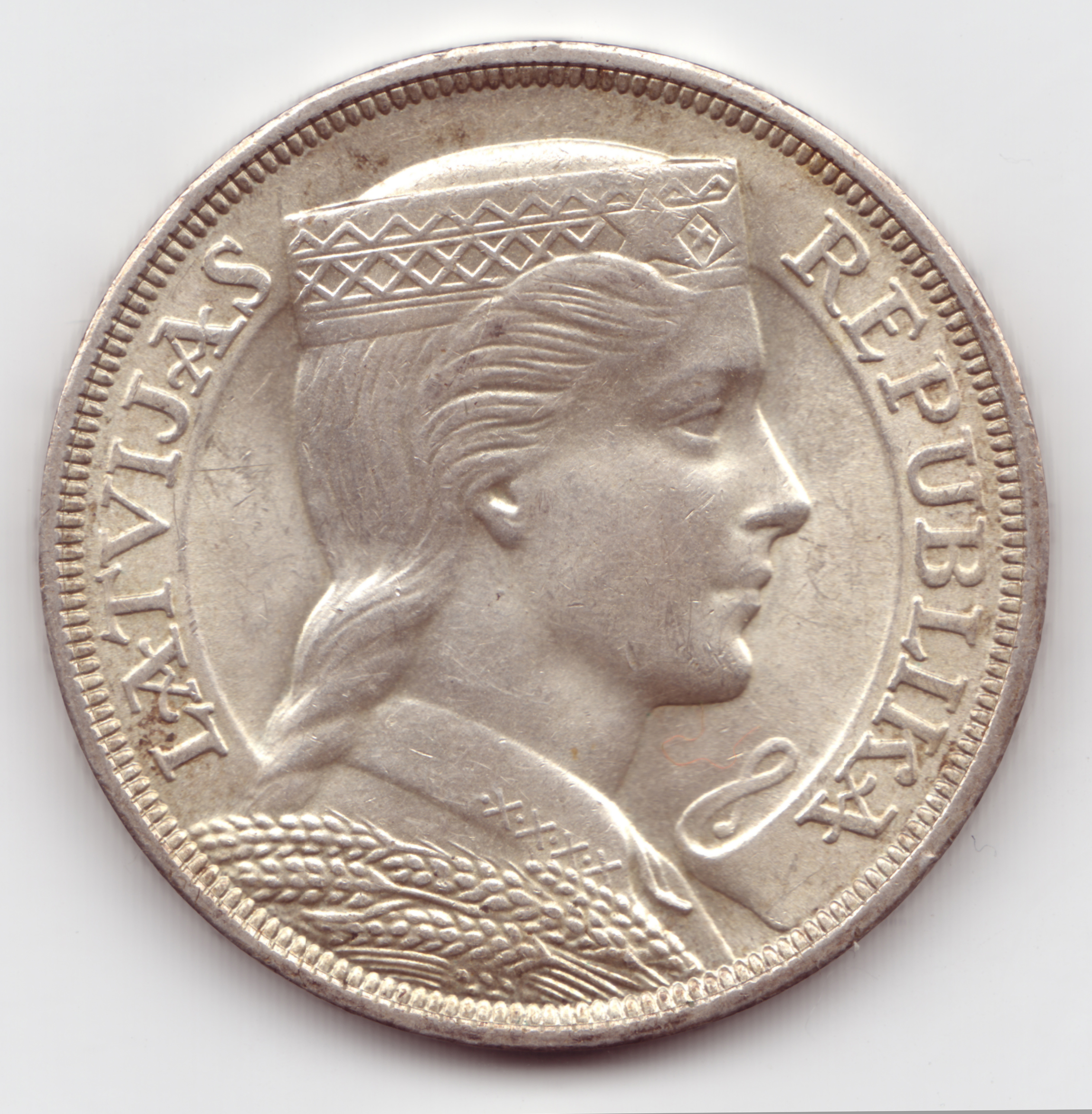
제2차 세계 대전 이전에 사용된 5 라츠 동전은 소비에트 시대 동안에 인기 있는 독립의 상징이 되었다. 동전은 리하르츠 자린시(Rihards Zariņš)가 디자인했다.

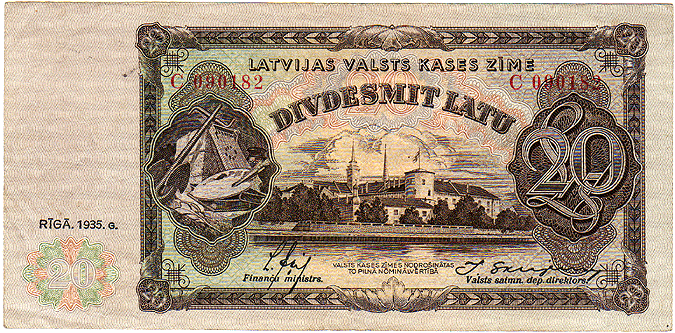
1935년에 발행된 20 라츠 지폐 앞면

라트비아 라츠는 1922년 처음 도입돼 라트비아 루블을 1 라트 = 50 루블로 대체했다. 1940년 소련에 편입되면서 소비에트 루블에 고정화가 됐다.

### 동전
1, 2, 5, 10, 20, 50 산티무, 1, 2, 5 라츠 동전이 발행되었다. 1, 2, 5 라츠 동전은 은, 10, 20, 50산티무 동전은 니켈, 1, 2, 5 산티무 동전은 동 재질을 사용하였다.

### 지폐
라트비아 중앙은행은 1922년 20, 25, 50, 100, 500 라츠 지폐를 발행했다. 10 라츠는 500 루블 지폐를 대체해 회수된 지폐 위에 다시 인쇄한 것이다. 1925년부터 10, 20 라츠가 다시 도입 및 조정됐다.

## 두 번째 라츠, 1993-2013
라츠는 라트비아가 독립을 도로 찾은 후 짧은 기간 동안 사용된 라트비아 루블리스(rublis)를 1 라츠 = 200 루블리스의 비율로 대체하면서 1993년에 재도입되었다.

### 동전
동전은 1 라츠, 2 라츠 이외에 1, 2, 5, 10, 20, 50 산티무(santīmu)의 종류로 발행되었다. 금과 은으로 주조된 2, 10, 20, 100 라츠가 기념 주화로 유통되었다.

### 지폐
| 지폐 | 지폐 | 지폐     | 지폐    | 지폐              | 지폐                      |
| 그림 | 그림 | 단위     | 주 색상 | 설명              | 설명                      |
| 앞면 | 뒷면 | 단위     | 주 색상 | 앞면              | 뒷면                      |
| ---- | ---- | -------- | ------- | ----------------- | ------------------------- |
|      |      | 5 라티   | 녹색    | 참나무            | 라트비아 미술             |
|      |      | 10 라투  | 보라색  | 다우가바강        | 삭타                      |
|      |      | 20 라투  | 갈색    | 전통 가옥         | 옷감                      |
|      |      | 50 라투  | 파란색  | 돛단배            | 열쇠 (리가의 역사적 문장) |
|      |      | 100 라투 | 빨간색  | 크리샤니스 바론스 | 리엘바르데의 벨트         |
|      |      | 500 라투 | 회색    | 라트비아 여인     | 황동 왕관                 |

## 유로
라트비아는 2004년 5월 1일을 기해 유럽 연합과 유럽 경제 통화 동맹의 회원국이 되었다. 라트비아는 원래 2008년 1월 1일에 공식적인 유로화 도입을 시행하려고 했으나 현 상황으로는 가장 빨라도 2012년에야 가능할 것으로 보는 것이 지배적인 견해였다. 라트비아 중앙은행 총재는 2013년이 최적의 시기가 될 것으로 내다 봤다.
2013년 3월 4일 라트비아 정부는 2014년 1월 1일을 기해 유로화를 도입해 줄 것을 유럽 위원회에 요청했다. 2013년 6월 5일 유럽 위원회는 라트비아가 유로화를 도입할 준비가 되어 있다고 판단했다. 2013년 7월 9일 유럽 연합 경제·재무장관 이사회는 라트비아가 2014년 1월 1일을 기해 유로화를 도입하는 것을 승인했다. 이에 따라 라트비아는 2014년 1월 1일을 기해 유로화를 도입했으며 2014년 1월 1일부터 1월 14일까지 유로와 라츠가 함께 통용되었다.

## 같이 보기
- 라트비아의 경제
- 라트비아의 유로 주화